# Peter Evans (nadador)
Peter Evans (Perth; 1 de agosto de 1961) es un nadador australiano retirado especializado en pruebas de estilo braza, donde consiguió ser campeón olímpico en 1980 en los 4 x 100 metros estilos.

## Carrera deportiva
En los Juegos Olímpicos de Moscú 1980 ganó la medalla de oro en los relevos de 4 x 100 metros estilos (nadando el largo de braza), con un tiempo de 3:45.70 segundos, por delante de la Unión Soviética y Reino Unido, y el bronce en los 100 metros braza, con un tiempo de 1:03.96 segundos, tras el británico Duncan Goodhew  y el soviético Arsens Miskarovs.
Cuatro años después, en las Olimpiadas de Los Ángeles 1984 ganó dos medallas de bronce: en relevos 4 x 100 metros estilos y en 100 metros braza.